# Stare de asediu

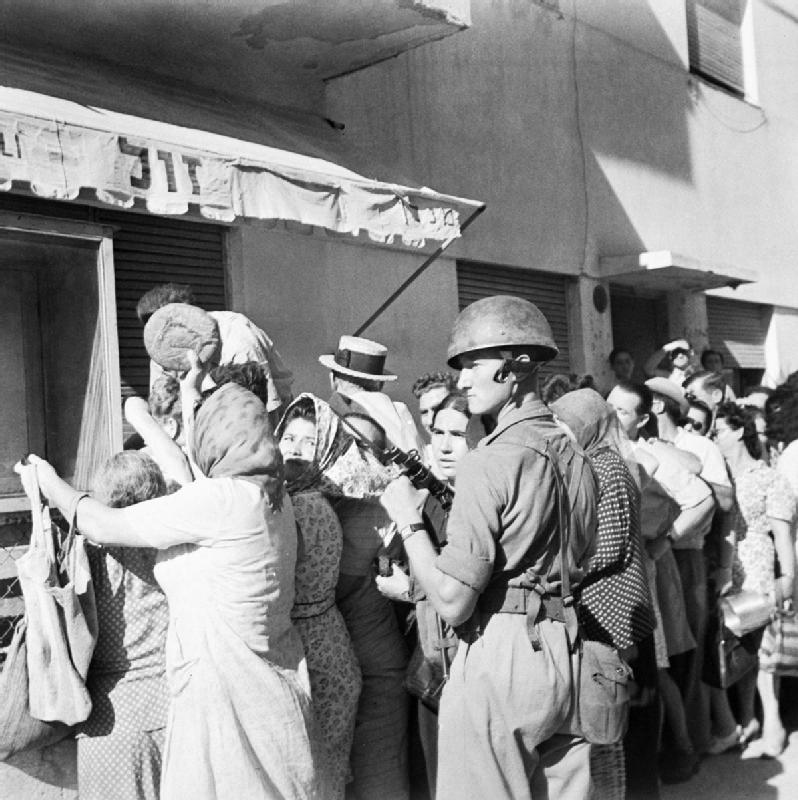
Tel Aviv în stare de asediu (3 august 1946)

Starea de asediu în legislația românească reprezintă ansamblul de măsuri excepționale de natură politică, militară, economică, socială și de altă natură aplicabile pe întreg teritoriul țării ori în unele unități administrativ-teritoriale, instituite pentru adaptarea capacității de apărare a țării la pericole grave, actuale sau iminente, care amenință suveranitatea, independența, unitatea ori integritatea teritorială a statului. Ea se instituie pe o perioadă de maximum 60 zile.

## Interdicțiile pe timpul stării de asediu
- limitarea dreptului la viață, cu excepția cazurilor când decesul este rezultatul unor acte licite de război;
- tortura și pedepsele ori tratamentele inumane sau degradante;
- condamnarea pentru infracțiuni neprevăzute ca atare, potrivit dreptului național sau internațional;
- restrângerea accesului liber la justiție.

## Procedura de instituire

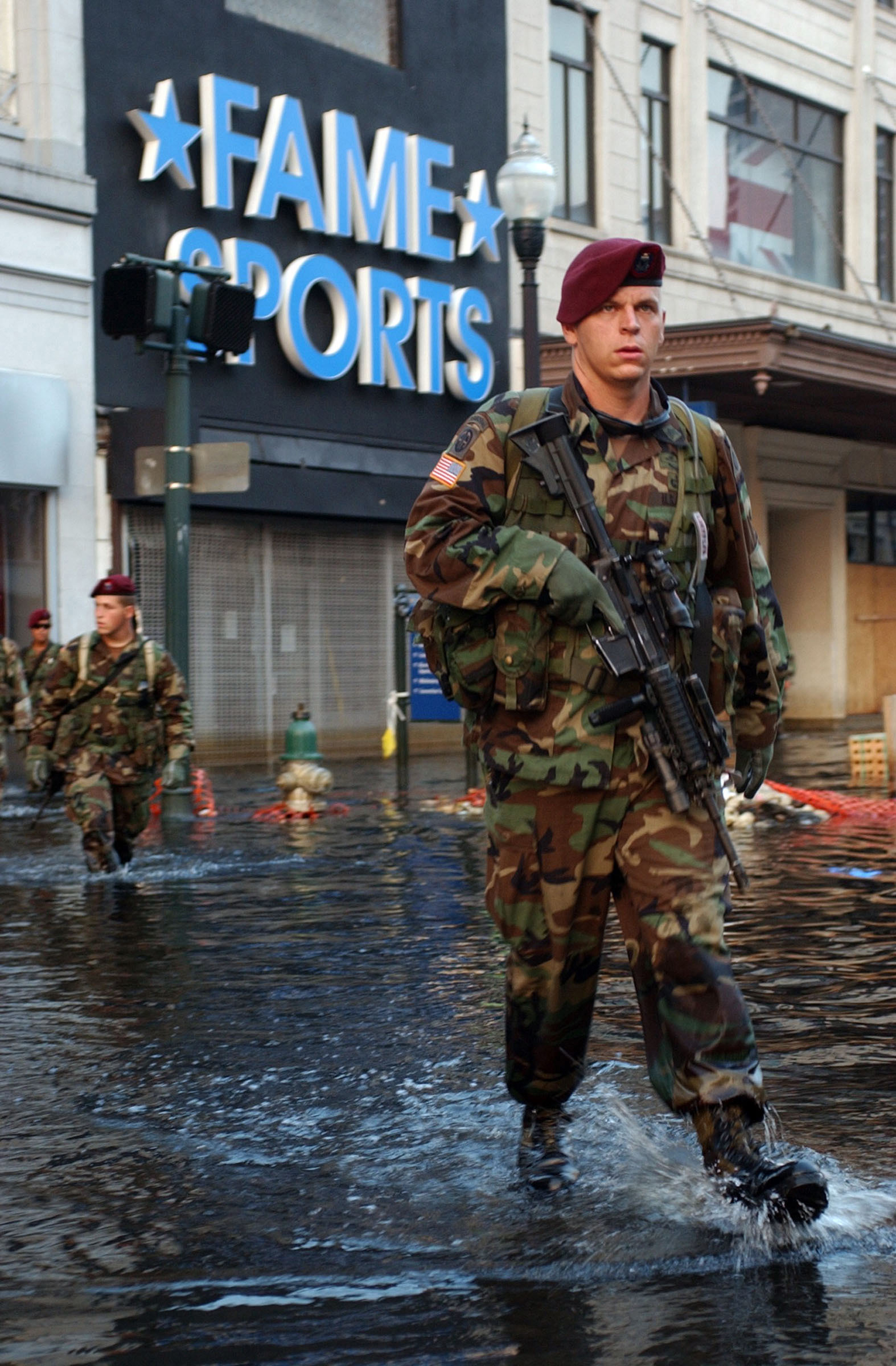
Militari pe strǎzile New Orleans-ului

Starea de asediu se instituie de cǎtre Președintele României, prin decret contrasemnat de prim-ministru și publicat de îndată în Monitorul oficial al României. 
Decretul de instituire a stării de asediu se aduce neîntârziat la cunoștința populației prin mijloacele de comunicare în masa, împreună cu măsurile urgente de aplicare, care intra imediat în vigoare. Decretul se difuzează pe posturile de radio și de televiziune, în cel mult două ore de la semnare, și este transmis în mod repetat în primele 24 de ore de la instituirea stării de asediu. 
În termen de cel mult 5 zile de la instituirea stării de asediu, Președintele României solicita Parlamentului încuviințarea măsurii adoptate. În situația în care Parlamentul nu încuviințează starea instituită, Președintele României revocă de îndată decretul, măsurile dispuse încetându-și aplicabilitatea.

## Aplicabilitate
Coordonarea aplicării măsurilor dispuse prin decretul de instituire a stării de asediu revine, în principal, Ministerului Apărării Naționale care poate dispune următoarele măsuri:
- aplicarea planurilor de acțiune specifice și de cooperare aprobate, precum și luarea altor măsuri care se impun;
- închiderea frontierei de stat în întregime sau în zona în care a fost instituită starea de asediu, intensificarea controlului la punctele de trecere a frontierei care rămân deschise, precum și a pazei și supravegherii frontierei pe toată lungimea sa;
- amplificarea activităților de producție a societăților comerciale și a agenților economici care, prin natura domeniului de activitate, au atribuții în realizarea produselor cu destinație militară sau executa reparații la unele categorii de tehnica militară;
- organizarea și asigurarea cu prioritate a transporturilor pentru nevoile forțelor destinate apărării;
- luarea măsurilor pregătitoare specifice de către autoritățile publice care au atribuții la mobilizare și război;
- intensificarea măsurilor organizatorice și de pregătire pentru protecția civilă;

## Antecedente
- În Galiția, în perioada 1864-1865 instituită de Imperiul Austriac;
- În București, în 1907, pe fondul răscoalei țărănești;
- La Petrograd, se instituie pe 25 februarie 1917 pe fondul grevei generale;
- În România, se instituie prin Decretul-lege nr. 856 din 11 februarie 1938, îndreptată cu precădere împotriva Gărzii de Fier;
- La Moscova, se instituie pe 19 octombrie 1941 ca urmare a atacului militar german împotriva Uniunii Sovietice.

## Legături externe
- Arhivat în 2 mai 2017, la Wayback Machine.
- Arhivat în 8 aprilie 2017, la Wayback Machine.
- Curfew

## Vezi și
- Asediu
- Stare de necesitate
- Stare de urgență
- Situație de urgență
- Servicii de urgență
- Ordonanță de urgență